# کریستیانه کناکه
کریستیانه کناکه (آلمانی: Christiane Knacke؛ زادهٔ ۱۷ آوریل ۱۹۶۲) شناگر اهل آلمان شرقی بود. 
وی در مسابقات کشوری و بین‌المللی در مجموع برندهٔ ۱ مدال نقره، ۱ مدال برنز شده‌است.